# Fusch an der Großglocknerstraße
Fusch an der Großglocknerstraße est une commune autrichienne du district de Zell am See dans l'État de Salzbourg.